# مکس لایبرمن ۱۲۳۲۹
سیارک ۱۲۳۲۹ (به انگلیسی: 12329 Liebermann، نامگذاری:1992SR23) دوازده هزار و سیصد و بیست و نهمین سیارک کشف شده‌است که در ۲۳ سپتامبر ۱۹۹۲ کشف شد.
قدر مطلق سیارک برابر ۱۳٫۹۰ است.